# Макси Лопес
Максимилиано Гастон Лопес (на испански: Maximiliano Gastón López), по-известен като Макси Лопес (Maxi López), е аржентински футболист на италианския Торино.

## Състезателна кариера
Макси Лопес започна кариерата си през 1997 г. в аржентинския колос Ривър Плейт. На 17-годишна възраст прави своя дебют в първия състав с когото печели три шампионски титли през 2002, 2003 и 2004 година.
Веднага привлича вниманието на европейските грандове и през януари 2005 подписва с испанския Барселоназа сумата от € 6,2 млн. за заместник на контузения Хенрик Ларсон. Въпреки че вкарва още в своя европейски дебют срещу Челси в Шампионската лига, не успява да се наложи в титулярния състав на „каталунците“. През сезон 2006 – 2007 е преотстъпен на Майорка , където отново разочарова и отбелязва едва 2 гола в 25 мача. На 16 август 2007, аржентинецът подписва с руския ФК Москва след продължителни преговори и трансферна сума от € 2 млн.  Макси Лопес притежава италиански паспорт , което му позволява да играе в страни, членки на Европейския съюз, без да заема място на чужденец. На 13 февруари 2009 г. след колебливо представяне и в Русия е преотстъпен на бразилкия Гремио. 

## Успехи
Ривър Плейт
- Шампион на Клаусура Аржентина (3): 2001/02, 2002/03, 2003/04

 Барселона
- Примера Дивисион (2): 2004/2005, 2005/2006
- Суперкупа на Испания 2005
- Шампионска лига 2005/06

 Аржентина
- Панамериканските игри – 2003
- Копа Америка младежи да 20 г. – 2003

## Личен живот
Женен е за бившата аржентинска порнозвезда и настоящ еротичен модел Уанда Нара (Wanda Nara) , от която има един син Валентино (2009)